# Есламшахр
Есламшахр (перс. اسلامشهر) — місто на півночі Ірану, в остані (провінції) Тегеран, передмістя міста Тегеран, адміністративний центр шагрестану Есламшахр. Населення — 548 620 осіб (оцінка, 2016). Розташований за 12 км на південний захід від Тегерана на трасі Тегеран-Саве.
Раніше місто називалось Бахрамабад, тепер так називається північне передмістя Есламшахра.